# Félix José
Domingo Félix José Andújar (nacido el 2 de mayo de 1965 en Santo Domingo) es un ex  jardinero derecho dominicano que jugó en la Liga Mayor de Béisbol con los Atléticos  de Oakland, Cardenales de San Luis, Reales de Kansas City, Yankees de Nueva York  y Diamondbacks de Arizona de 1988 a 2003.
José fue seleccionado para ser miembro del equipo All-Star de la Liga Nacional en el Juego de Estrellas de 1991 por los Cardenales. En una carrera de 11 temporadas en la liga mayor, José tuvo promedio de bateo de .280 con 54 jonrones y 324 carreras impulsadas en 747 partidos jugados.
José también fue miembro de los Gigantes Lotte, en Busan Corea del Sur en 1999,  2001 y entre 2006-2007. Jugó por última vez para los Schaumburg Flyers de la Northern League y lideró la liga en promedio de bateo en junio.

## Liga Dominicana
Félix José pasó 16 temporadas jugando en la Liga Dominicana para las Estrellas Orientales. El 19 de noviembre de 2005, José implantó un récord de 60 jonrones desplazando al veterano Ricardo Carty (59) como el jonronero de todos los tiempos de la liga, siendo posteriormente desplazado en 2011 por el toletero de las Águilas Cibaeñas Mendy López. Terminó con un promedio de .281, 574 hits, 113 dobles, 19 triples, 60 jonrones, 316 carreras remolcadas, 262 anotadas en 618 turnos al bate. También ganó 2 veces el premio de Jugador Más Valioso de la LIDOM en las temporadas 2000-2001 y 2002-2003.